# S-Zug Charleroi

Schematischer Liniennetzplan

Der S-Zug Charleroi (französisch Train S Charleroi) ist das S-Zug-System der belgischen Stadt Charleroi. Der Betrieb wurde am 3. September 2018 aus vorherigen L-Zug-Verbindungen geschaffen, die Liniennummern erhielten und mehr beworben wurden.

## Liniennetz
Das Liniennetz besteht (Stand Januar 2023) aus fünf Linien:
| Linie | Zugnr.    | Verlauf | Takt Mo–Fr                                               | Takt Sa, So                 | Anzahl Stationen |
| ----- | --------- | --- | -------------------------------------------------------- | --------------------------- | ---------------- |
| S 19  |           | Charleroi-Central – Nivelles – Brüssel-Luxemburg – Brussels-Airport-Zaventem Die Linie S 19 ist Teil des S-Zug-Netzes Brüssel | 60 min                                                   | –                           | 25               |
| S 61  | 415x 455x | (Jambes –) Namur – Charleroi-Central – Charleroi-West – Fleurus – Ottignies – Wavre                                           | 30 min Charleroi-C.–Jambes 60 min Charleroi-C.–Ottignies | 120 min nur Namur–Ottignies | 28               |
| S 62  | 425x      | Charleroi-Central – Marchienne-au-Pont – La Louvière – Manage – Luttre (– Marchienne-au-Pont – Charleroi-Central)             | 60 min Charleroi-C.–Luttre                               | 120 min Schleifenfahrt      | 13               |
| S 62  | 435x      | (einzelne Fahrten Binche –) La Louvière-Sud – La Louvière-Centre – Braine-le-Comte                                            | 60 min                                                   | –                           | 6                |
| S 63  | 475x      | Charleroi-Central – Marchienne-Zone – Thuin – Lobbes – Erquelinnes (einzelne Fahrten – Maubeuge)                              | 60 min                                                   | 120 min                     | 11               |
| S 64  | 39xx      | Charleroi-Central – Ham-sur-Heure – Walcourt – Philippeville – Couvin                                                         | 60 min                                                   | 120 min                     | 11               |

## Fahrzeuge
Die Linien S61, S62, S63 werden mit Siemens-Desiro-Triebzügen der Baureihe AM/MS 08 und den älteren Triebwagen der Reihen AM/MS 62–79 und AM/MS 75 betrieben. Auf der dieselbetriebenen Linie S64 verkehren jedoch Züge der Reihe 41.